# George H. D. Gossip

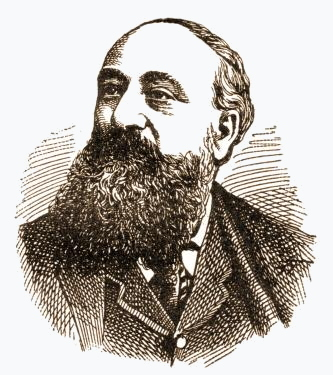
George Gossip, Zeichnung aus dem Jahr 1888

George Hatfeild Dingley Gossip (* 6. Dezember 1841 in New York City; † 11. Mai 1907 in Liphook) war ein englischer Schachspieler und Schachautor.

## Leben
Nachdem seine Mutter gestorben war, als er achtzehn Monate alt war, kehrte sein aus England stammender Vater mit ihm in sein Heimatland zurück. Er absolvierte das Windermere College in Westmorland, konnte allerdings wegen finanzieller Probleme nicht die gewünschte Ausbildung an der Universität Oxford beginnen. Stattdessen ging er für fünf Jahre nach Paris und arbeitete dort als Journalist, unter anderem von 1879 bis 1880 für The Times. Dort besuchte er oft das bekannte Schachlokal Café de la Regence. Danach hielt er sich vier Jahre lang, von 1884 bis 1888, in Australien auf und war dort für verschiedene Zeitungen tätig, ging dann in die USA und kehrte schließlich wieder nach England zurück, wo er 1907 an einer Herzkrankheit starb.

## Schachspieler
Gossip nahm an einigen Meisterturnieren teil, in denen er jedoch keine guten Resultate erzielte. In den Turnieren von Breslau 1889, London 1889, Manchester 1890, London 1892 und New York 1893 wurde er jeweils Letzter und kam insgesamt nur auf vier Gewinnpartien bei 52 Niederlagen und 22 Remisen. Beim Turnier von New York 1889 erreichte er immerhin 13,5 Punkte aus 38 Partien und konnte einige Partien gegen anerkannte Meister wie Henry Edward Bird gewinnen. Bei der nicht sehr stark besetzten Australischen Meisterschaft 1885 wurde er Zweiter, zwei Jahre später belegte er den dritten Platz.
Trotz dieser wenig beeindruckenden Turnierbilanz hielt er sich selbst für einen guten Spieler und führte als Belege gern Erfolge in unbedeutenden Turnieren an, sowie Partien, die außerhalb von Turnieren gespielt wurden. Man warf ihm vor, diese Partien teilweise frei erfunden zu haben, was er stets abstritt. Die Wahrheit ist eher, dass er nur seine Gewinnpartien zu veröffentlichen pflegte, die deutlich zahlreicheren Verlustpartien jedoch nicht.
Seine beste historische Elo-Zahl beträgt 2470.

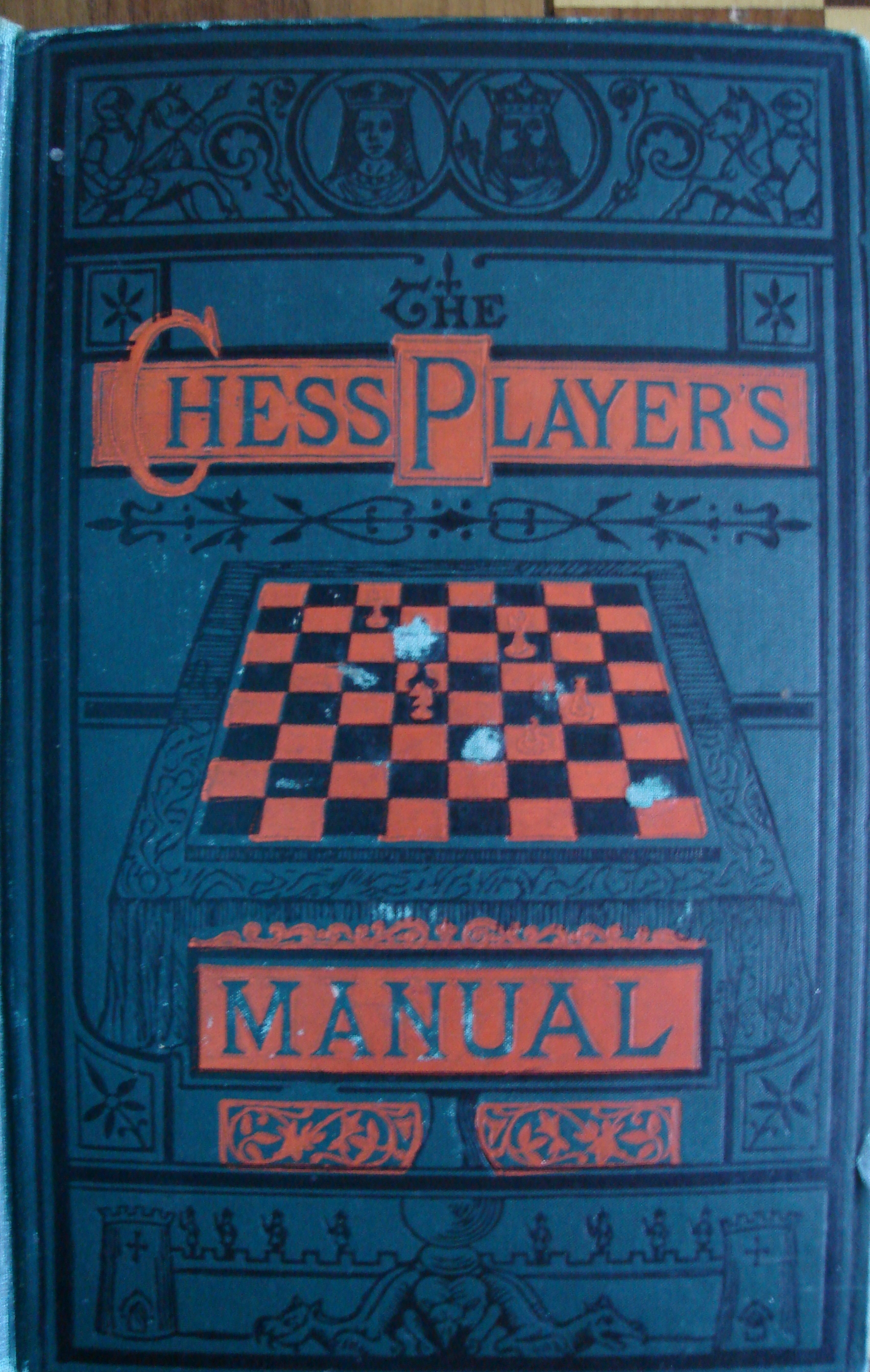
Einband von The chess player's manual, Ausgabe von 1902

## Schachautor
Gossip schrieb mehrere Schachbücher, darunter The chess player's manual (1875, 2. Auflage 1888), eine 900 Seiten starke Abhandlung über Eröffnungen, die von Schachweltmeister Wilhelm Steinitz immerhin als nützliches Werk rezensiert wurde. Weitere Schachbücher aus seiner Feder sind Theory of the chess openings (1879, 2. Auflage 1891), The chess players' text-book (1889) und The chess-player’s vade mecum and pocket guide to the openings (1891). In der englischen Schachpresse wurden diese Werke zur großen Verbitterung Gossips regelmäßig verrissen, weil man seine schachliche Qualifikation in Frage stellte.